# Древаль Олександр Костянтинович
Древаль Олександр Костянтинович (17 липня 1944) — радянський ватерполіст.
Учасник Олімпійських Ігор 1972, 1976 років.
Олімпійський чемпіон 1972 року.
Чемпіон світу з водних видів спорту 1975 року, срібний призер 1973 року.
Чемпіон Європи з водного поло 1970 року.